# 緣斑透翅尖胸沫蟬
緣斑透翅尖胸沫蟬（学名：Aphrophora mushana）为尖胸沫蟬科尖胸沫蟬屬下的一个种。